# مقرمشات حيوانية
مقرمشات حيوانية (بالإنجليزية: Animal Crackers)‏ هو فيلم كوميدي خيالي كوميدي أمريكي صيني لعام 2017 من إخراج سكوت كريستيان سافا وتوني بانكروفت ، وكتبه سافا ودين لوري ، استنادًا إلى ملف تعريف الارتباط على شكل حيوان ومبني بشكل فضفاض على الرواية المصورة من قبل سافا.

## قصة
تدور أحداث القصة حول عائلة تحاول الحفاظ على السيرك الخاص بها موجودًا، وذلك من خلال استخدام صندوق سحري من بسكويت الحيوانات، وعليهم مواجهة العم الشرير (هاراتيو ب هانتنجداون) وسعيه المتكرر للسيطرة على السيرك.

## طاقم العمل
- جون كراسينسكي - أوين هنتنغتون
- إيميلي بلنت - زوي هنتنغتون
- ليديا روز تايلور - ماكنزي هنتنغتون
- إيان ماكيلين - هوراشيو ب. هنتنغتون
- والاس شون - إم. وودلي
- رايفن سيمون - بينكلي
- باتريك واربورتون - بروك
- جيلبرت جوتفريد - ماريو زوكشيني
- تارا سترونغ - تاليا
- جيمس آرنولد تايلور - بوفالو بوب
- كيفن جريفيوكس - شمشون

## وصلات خارجية
- مقرمشات حيوانية على موقع IMDb (الإنجليزية)
- مقرمشات حيوانية على موقع ميتاكريتيك (الإنجليزية)
- مقرمشات حيوانية على موقع روتن توميتوز (الإنجليزية)
- مقرمشات حيوانية على موقع نتفليكس (الإنجليزية)
- مقرمشات حيوانية على موقع قاعدة بيانات الأفلام العربية
- مقرمشات حيوانية على موقع ألو سيني (الفرنسية)
- مقرمشات حيوانية على موقع أول موفي (الإنجليزية)
- مقرمشات حيوانية على موقع فيلمافينيتي (الإسبانية)
- مقرمشات حيوانية على موقع قاعدة بيانات الفيلم (الإنجليزية)
- مقرمشات حيوانية على موقع ليتربوكسد (الإنجليزية)